# Hoolya, Kanakapura
Hoolya là một làng thuộc tehsil Kanakapura, huyện Ramanagara, bang Karnataka, Ấn Độ.